# Bücher Krüger
Bücher Krüger war eine traditionsreiche Buchhandlung in der Dortmunder Innenstadt.
Das Unternehmen Bücher Krüger geht zurück auf den von Christian Leonhard Krüger gegründeten Verlag, in dem das „Dortmunder Wochenblatt“ mit einer Startauflage von 600 Exemplaren erschien.
1833 übernahm das Verlagshaus Krüger die Nedermannsche Druckerei. Hier wurden neben dem Dortmunder Wochenblatt, das ab 1847 unter dem Namen „Dortmunder Anzeiger“ erschien, die Satirezeitschrift Kladderadatsch sowie Fachbücher gedruckt. Zum Verlagshaus gehörte bis 1868 auch eine Leihbibliothek, ursprünglich die private Sammlung der Nedermannschen Kinder, mit mehr als 10000 Büchern.

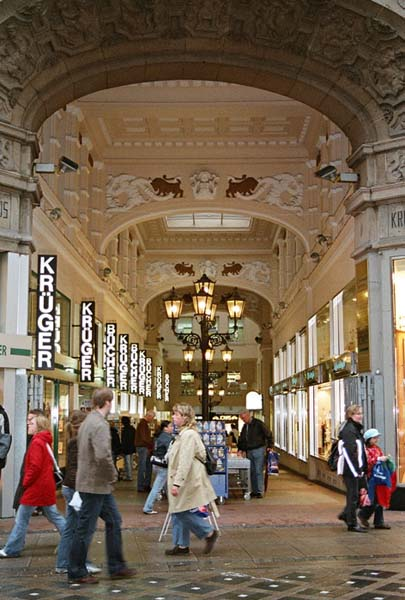
Krügerpassage

 Seit 1912 befand sich am Westenhellweg in Dortmund die heute nicht mehr existierende Buchhandlung in der nach der Buchhandlung so benannten Krügerpassage. Im Krüger Verlag erscheinen zudem Bildbände über die Geschichte der Stadt Dortmund.
Ab 1906 verlegt die Familie Krüger zusammen mit Friedrich Wilhelm Ruhfus den Dortmunder General-Anzeiger, die bis zum Zweiten Weltkrieg größte, überregionale Tageszeitung außerhalb Berlins. Nach der Machtergreifung durch die Nationalsozialisten wurde der linksliberale General-Anzeiger eingestellt und das Betriebskapital durch die Gestapo eingezogen.
Nach der vollständigen Zerstörung der Betriebsanlagen wurde 1946 die Buchhandlung zunächst in einem Privatzimmer wieder eröffnet. 1948 erfolgte die Rückkehr an den alten Standort in der Krüger-Passage am Westenhellweg. Der Krüger Verlag spezialisierte sich auf Fachtitel für Industrie und Medizin. Auch Vorlesungsverzeichnisse und Bibliographische Taschenbücher für die Universität Dortmund und die Pädagogische Hochschule Ruhr wurden herausgegeben.
Seit der Ansiedlung einer großen Filiale der Mayersche Buchhandlung in der Dortmunder City verzeichnete die Traditionsbuchhandlung einen kontinuierlichen Umsatzrückgang. Im Jahre 2005 erwirtschaftete das Unternehmen einen Umsatz vom 8,6 Millionen Euro und lag damit auf Rang 59 der größten deutschen Buchhandlungen.
Am 11. Oktober 2006 wurde die Übernahme von Bücher Krüger durch die Mayersche Buchhandlung bekanntgegeben.
Wie am 23. Mai 2008 bekannt gegeben wurde, sollte Bücher Krüger am 31. Januar 2009 schließen. Es konnte kein neuer Mietvertrag mit dem Eigentümer der Immobilie, der der frühere Eigentümer von Bücher Krüger war, abgeschlossen werden. Die Buchhandlung wurde letztendlich am 24. Januar 2009 geschlossen.
Letzter amtierender Geschäftsführender Gesellschafter war Rainer Scholten.